# Rigai Központi Vásárcsarnok
A Rigai Központi Vásárcsarnok (lettül: Rīgas Centrāltirgus) vásárcsarnok Lettország fővárosában, Rigában. Riga óvárosához  kapcsolódóan a világörökség része. Európa egyik legnagyobb fedett piaca, építészeti műemlék.

## Története
Rigában 1909-ben merült fel egy új modern piac építésének a terve a régi szabadtéri piac és az úgy nevezett vörös hombárok helyén a városi csatorna, illetve a Daugava partján.  A Nagy háború megakadályozta az építkezést, de a háborút követően már higiéniai okokból is egyre sürgetőbb lett az új piac felépítése. A Riga város tanácsa 1922-ben döntött a piac felépítéséről. A nemzetközi tervpályázatot  Pāvils Dreijmanis és S. Žitkovs rigai építészek nyerték akik a világháborút követően Lettország déli határán található vaiņodei léghajó kikötő Walhalla és Walther névre hallgató hangárainak vasszerkezetét javasolták felhasználni. Az eredeti hangárok felhasználása gigantikus méreteik miatt (hosszuk 240 méter volt) nem jöhetett számításba. Neoklasszicista és art déco elemeket ötvözve tervezték meg az épületeket és csupán a hangárok tetőszerkezetét építették be az piac épületeibe. 
Az építkezés 1924-ben kezdődött és 1930. november 2-án adták át a piacot. Ekkor az 5 önálló épületből álló komplexum Európa legnagyobb és legmodernebb vásárcsarnoka volt. 
1941-ben a bevonuló Wehrmacht a piacot felszámolta és az épületeket hadi célra, elsősorban mint javítóműhelyt használta. A piac eredeti rendeltetését 1949-ben nyerte vissza. Ettől kezdve Központi Kolhozpiac néven ismét kereskedelmi célokat szolgált. Az 1961-es év statisztikája szerint ebben az évben 200 000 tonna hús, 768 000 liter tej, 7 000 000 tojás, 9 000 tonna burgonya került a piacon eladásra. 
1983-ban a Lett SZSZK minisztertanácsa a piacot műemlékké nyilvánította.1998-ban a UNESCO felvette a Világörökségi listára.

## Technikai adatok
Az eredetileg a két egyenként 240 m hosszú léghajóhangárból 5 pavilont építettek. Egy 140 méter hosszú és 5000 m² alapterületűt északkeleti tájolással nagykereskedelem céljára, és 4 darab 70 méter hosszú, 2500 m² alapterületűt délkeleti tájolással, húsáru, tejtermék és pékáru, gyümölcs és zöldség, illetve baromfi és hal árusításra. A Központi Piac teljes területe 5,7 hektár, ebből a fedett terület 1,6 hektár.  A pavilonok felosztása napjainkban a következő: 
- zöldség és gyümölcs
- tej, tejtermék
- húsáru
- hal
- vendéglátás

A Rigai Központi Piac épületein kívül az egész világon mindössze 4 Zeppelin hangár maradt fenn.

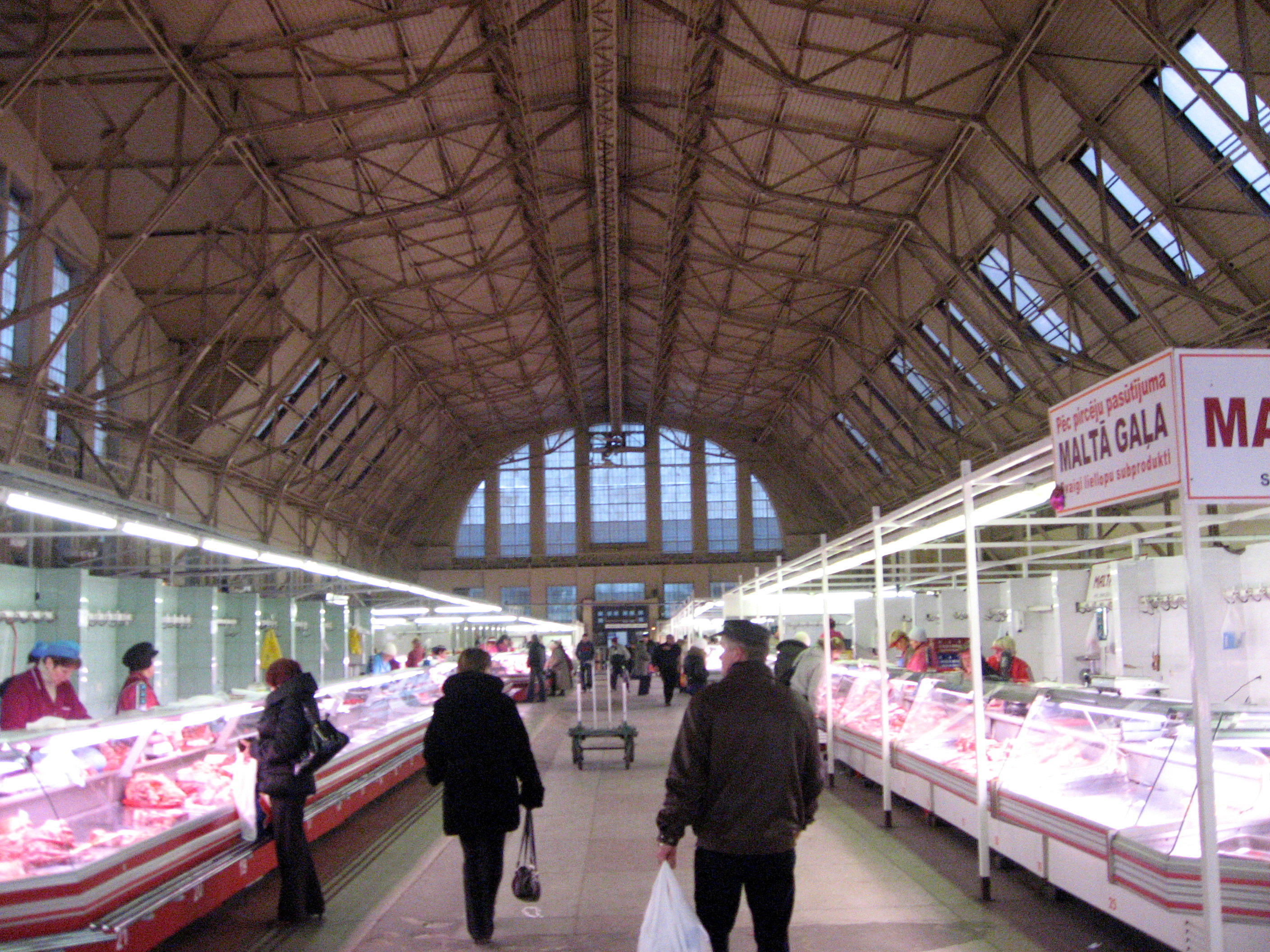
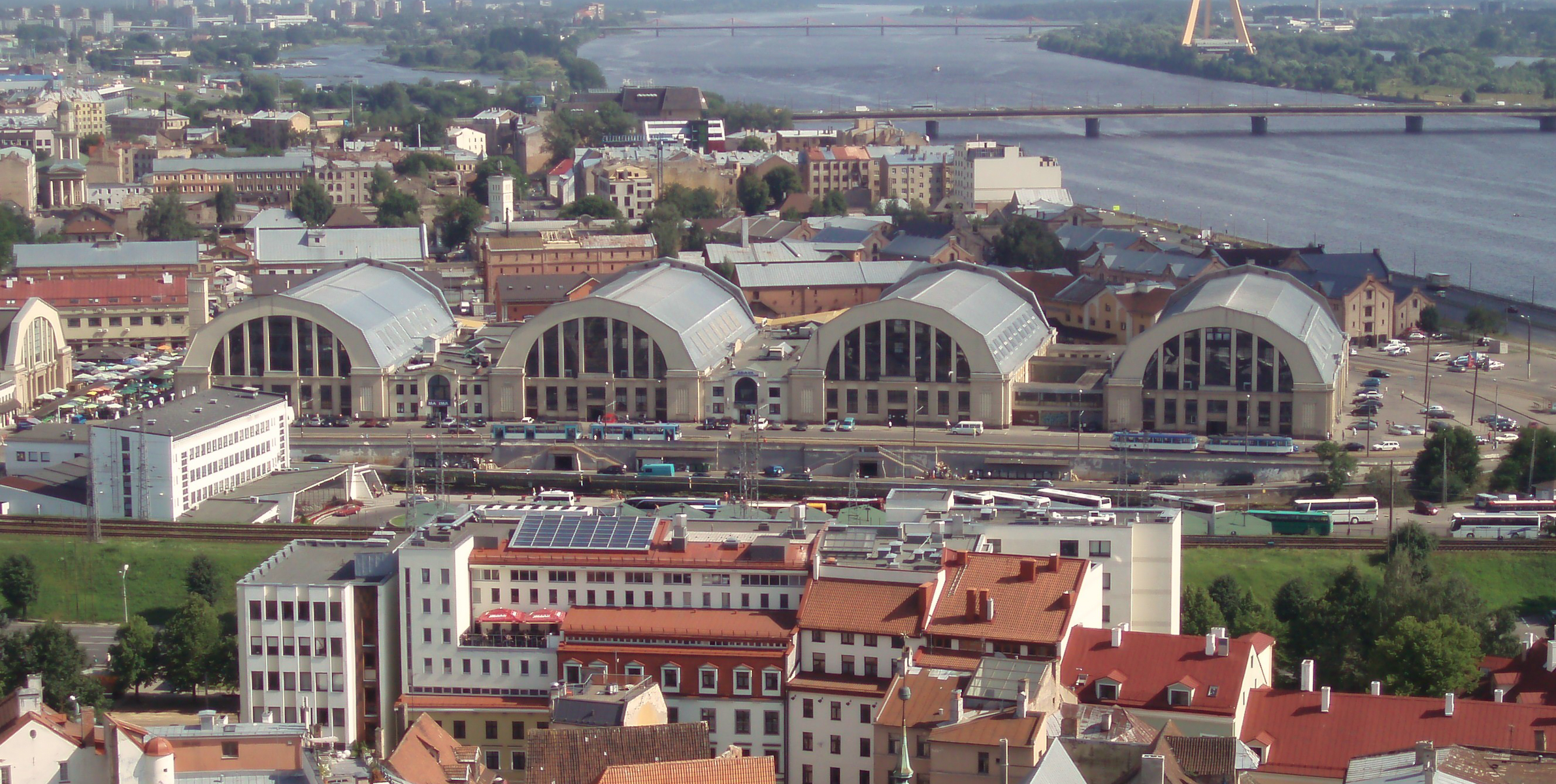
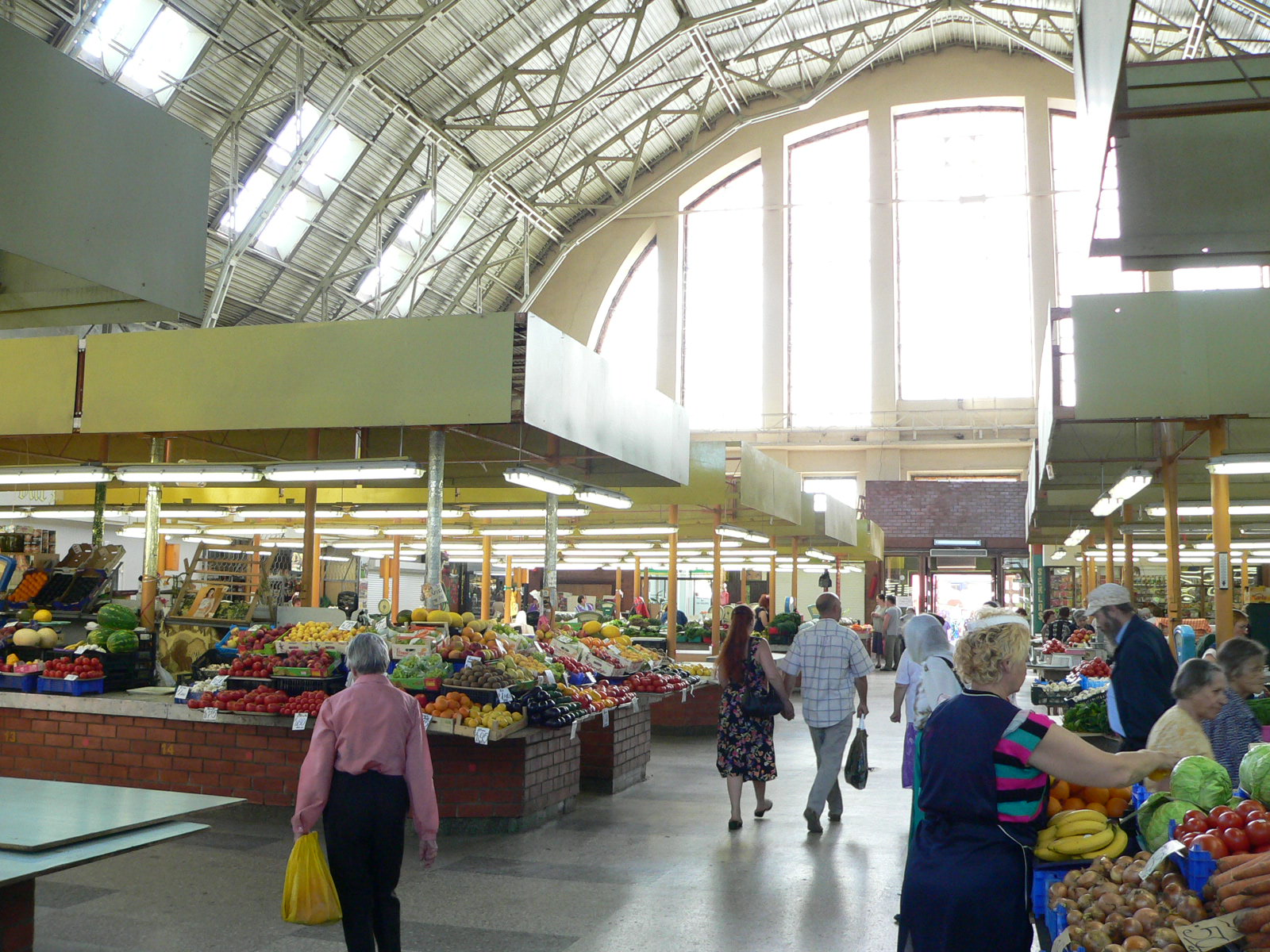
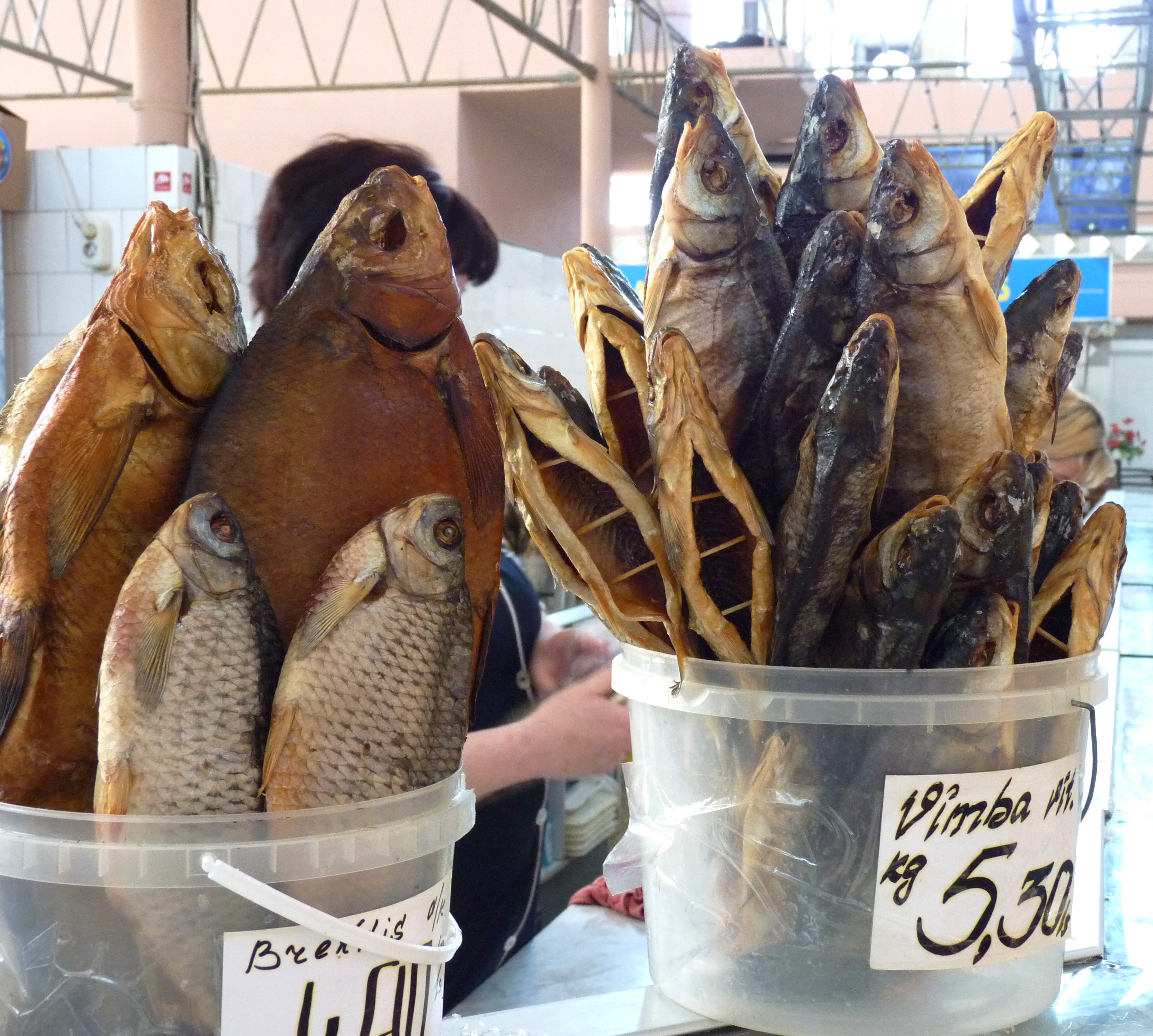
Füstölthal-árus